# NN-222
La carretera NN-222 es una vía departamental secundaria localizada en el departamento de Rivas, en el suroeste de Nicaragua. Con una longitud de 36.06 kilómetros, esta vía conecta el sector del empalme a Popoyuapa con la comunidad de El Genízaro, donde enlaza con la NIC-16. Fue inaugurada en 2024 como parte del programa de mejoramiento vial impulsado por el MTI.

## Trazado y cruces
La siguiente tabla muestra el recorrido de la carretera NN-222 y las principales localidades por donde transita:
| km    | Localidad    | Departamento | Conexión / Ruta |
| ----- | ------------ | ------------ | --------------- |
| 0.0   | Popoyuapa    | Rivas        |                 |
| 10.5  | Buenos Aires | Rivas        |                 |
| 17.8  | El Rosario   | Rivas        |                 |
| 27.2  | Pica Pica    | Rivas        |                 |
| 36.06 | El Genízaro  | Rivas        | NIC 16          |

## Coordenadas
Uno de los tramos de la NN-222 puede ser encontrado en las coordenadas: 11°26′45″N 85°43′01″O / 11.4457, -85.7170